# São Gonçalo do Rio Abaixo
São Gonçalo do Rio Abaixo är en kommun i Brasilien.   Den ligger i delstaten Minas Gerais, i den sydöstra delen av landet, 700 km sydost om huvudstaden Brasília. Antalet invånare är 9 782.
I omgivningarna runt São Gonçalo do Rio Abaixo växer i huvudsak städsegrön lövskog. Runt São Gonçalo do Rio Abaixo är det ganska tätbefolkat, med 108 invånare per kvadratkilometer.